# ジアセチレン
ジアセチレン(Diacetylene)またはブタジイン(butadiyne)は、化学式がC4H2の有機化合物である。不飽和度が高く、三重結合を2つ持つ。最も単純なポリイン化合物である。

## 自然界での生成
ジアセチレンは土星の衛星タイタンの大気と原始惑星状星雲CRL618において特性振動モードによって確認されている。タイタンの大気ではジアセチレンは、アセチレンとアセチレンの光分解によって生じるエチニルラジカルとの反応で生成する。このラジカル種は低温でも効率的にアセチレンの三重結合に攻撃することができる。